# Rižinice
Rižinice su arheološki lokalitet kod Solina.

## Opis
Arheološki lokalitet Rižinice nalazi se sjeveroistočno od Solina uz današnju cestu koja vodi za Klis. Otkriće ovoga lokaliteta potaknuo je slučajan nalaz dijela zabata oltarne pregrade s natpisom „PRO DUCE TREPIME(ro)“. Ovaj nalaz, kao i podatak koji donosi Daniele Farlati, bili su don Frani Buliću putokaz da ubicira samostan koji je podigao knez Trpimir, a spominje se u Trpimirovoj darovnici. Društvo „Bihać“ započelo je s istraživanjima 1895. godine. Crkva sa širokom polukružnom apsidom dužine je 16 m, a širine 7,40 m. Ovo je bila starokršćanska crkva (oratorij), sagrađena na temeljima antičke rustične vile, najvjerojatnije dobro očuvane do 9. stoljeća, kada ju je Trpimir obnovio za potrebe vjerovnika i adaptirao postavljanjem oltarne ograde. Pronađeno je 10 starohrvatskih grobova, ovalnog oblika, prekrivenih kamenim pločama. Nalazi u grobovima ukazuju na dug kontinuitet pokapanja: od antičkoga doba, starohrvatskog, pa sve do mletačkog. Arheološki lokalitet Rižinice još od kraja 19. stoljeća, zahvaljujući natpisu sa spomenom Trpimira, predstavlja jedan od najznačajnijih starohrvatskih lokaliteta.
Novijim arheološkim nalazima Rižinice se potvrđuju ne samo kao starohrvatsko već i značajno antičko nalazište, o čemu svjedoče monumentalni ostatci antičke arhitekture.

## Zaštita
Pod oznakom Z-6116 zavedena je kao nepokretno kulturno dobro – pojedinačno, pravna statusa zaštićena kulturnog dobra, klasificirano kao "arheološka baština".

## Vanjske poveznice
|  | Zajednički poslužitelj ima još gradiva o temi Rižinice |